# Euxoa distaxis
Euxoa distaxis är en fjärilsart som beskrevs av Charles Boursin 1928. Euxoa distaxis ingår i släktet Euxoa och familjen nattflyn. Inga underarter finns listade i Catalogue of Life.